# Сёльвесборг
Сёльвесборг (швед. Sölvesborg) — город в Швеции в лене Блекинге, административный центр Сёльвесборгской коммуны.
Население — 7 883 человек.
Название «Сёльвесборг» встречается уже в 1343 году, но оно относилось к располагавшемуся рядом замку. Сам город впервые упоминается в 1445 году, когда были подтверждены его привилегии. Вероятно, он был основан около 1400 года на месте торгового местечка или рыбацкой деревушки. В 50-е гг. XVII века город утратил статус стапельного.
Между двумя мировыми войнами Сёльвесборг испытал экономический подъём. Численность его населения в это время утроилась и достигла 4 тысяч человек. Особенно активно происходило в этот период развитие торговли и транспорта.

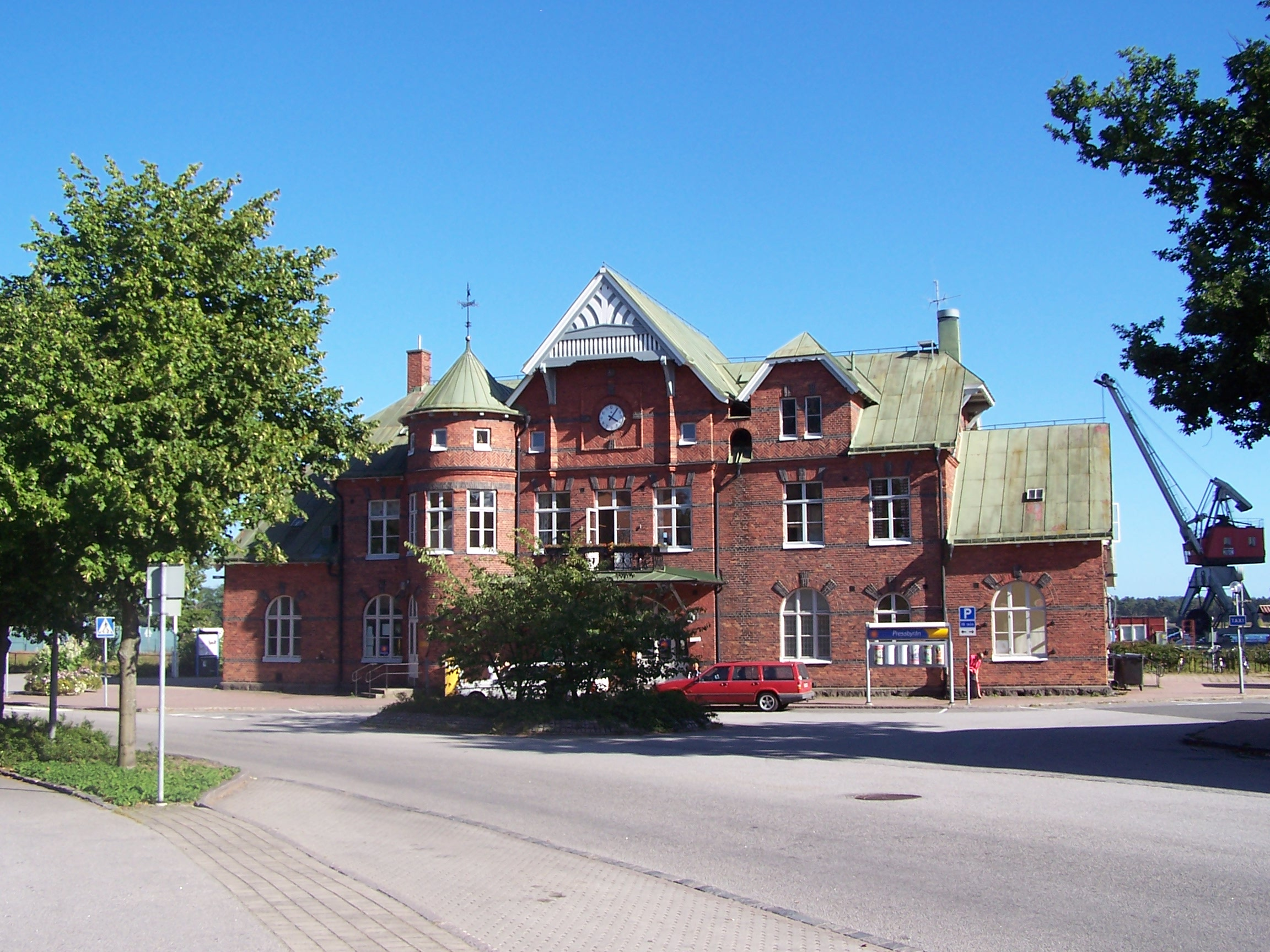
Вокзал в Сёльвесборге